# Квінтет Стефана
Квінтет Стефана (HCG 092) — візуальна група з п'яти галактик, з яких чотири складають найпершу з відкритих компактних груп галактик. Вперше її спостерігав Едуард Жан-Марі Стефан 1877 року в обсерваторії в Марселі. 
| Назва                 | Тип          | Пряме сходження (епоха 2000) | Схилення (епоха 2000) | Червоний зсув (км/с) | Видима зоряна величина |
| --------------------- | ------------ | ---------------------------- | --------------------- | -------------------- | ---------------------- |
| NGC 7317              | E4           | 22г 35х 51.9с                | +33° 56′ 42″          | 6599 ± 26            | +14,6                  |
| NGC 7318a (UGC 12099) | E2 pec       | 22г 35х 56.7с                | +33° 57′ 56″          | 6630 ± 23            | +14,3                  |
| NGC 7318b (UGC 12100) | SB(s)bc pec  | 22г 35х 58.4с                | +33° 57′ 57″          | 5774 ± 24            | +13,9                  |
| NGC 7319              | SB(s)bc pec  | 22г 36х 03.5с                | +33° 58′ 33″          | 6747 ± 7             | +14,1                  |
| NGC 7320c             | (R)SAB(s)0/a | 22г 36х 20.4с                | +33° 59′ 06″          | 5985 ± 9             | +16,7                  |

## Історія
Галактики Квінтету Стефана (HGC 092) відкрив французький астроном Едуар Жан Марі Стефан (1837-1923). На честь його імені, як першовідкривача, і був названий квінтет.

## Цікаві факти
В 2024 році британські вчені зафіксували, що до Землі з космосу дісталася одна з найпотужніших в історії ударних звукових хвиль. Зазначається, що хвиля утворилася у Квінтеті Стефана на відстані 290 млн світлових років від Землі в результаті зіткнення галактики NGC 7318b з чотирма іншими сусідніми галактиками.

## Галерея

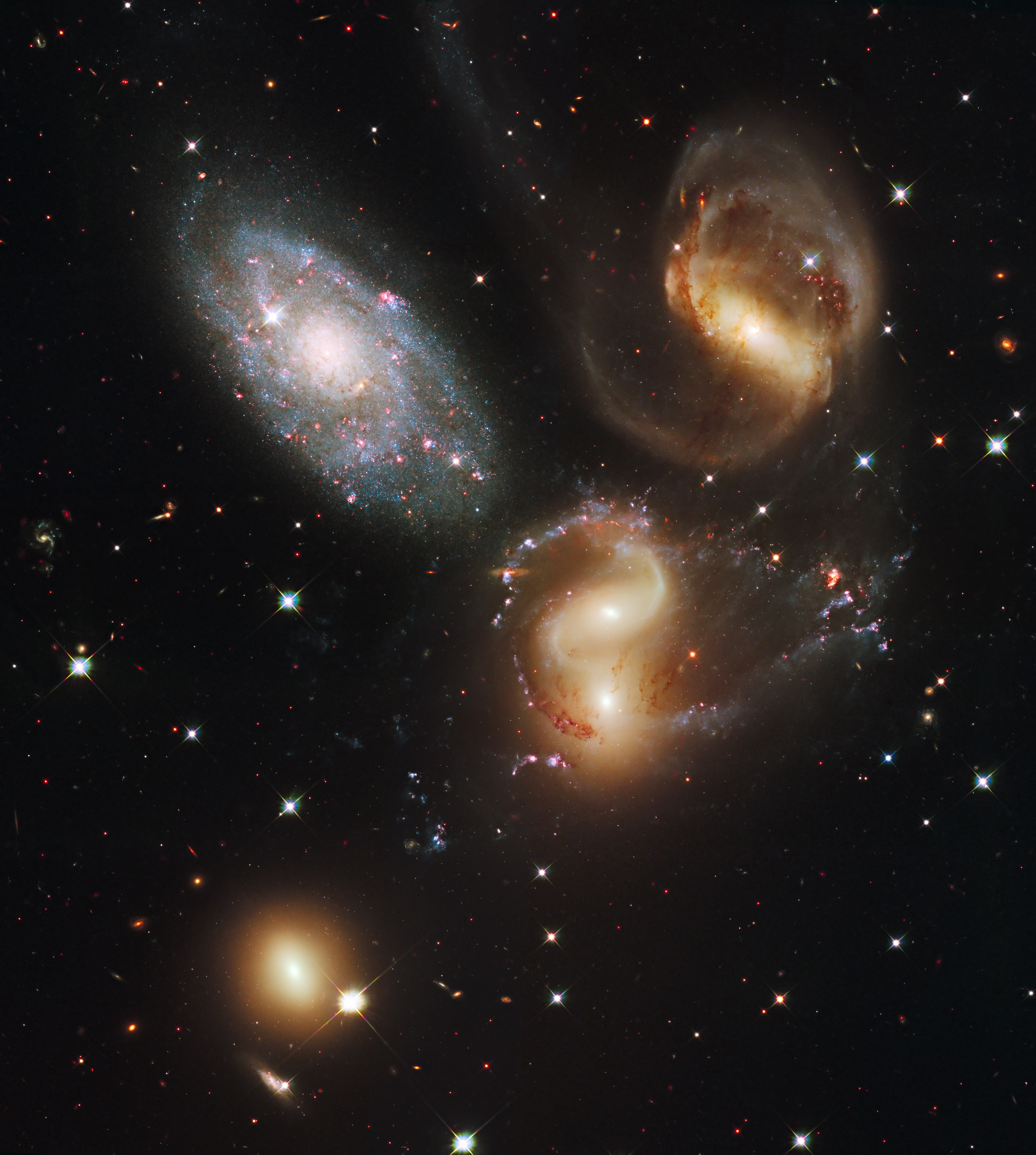
Квінтет Стефана (зображення телескопа Hubble)
Квінтет Стефана (зображення JWST)